# Андроскоггин (река)
Андроско́ггин (англ. Androscoggin River) — река в США, протекает по штатам Нью-Гэмпшир и Мэн. Длина реки — 280 км. Площадь водосборного бассейна — 8935 км². Уклон реки — 1,44 м/км.
Река вытекает из озера Амбейгог на высоте 379 м в Нью-Гэмпшире у городка Эррол. Впадает в зависимости от прилива или отлива в залив Мэрримитинг или реку Кеннебек.
Ранее река была загрязнена, но принятие законодательных актов англ. Clean Water Act помогло улучшить экологическую обстановку. На реке популярно рыболовство (форель, лососёвые).